# Giovanni Esposito
Giovanni Esposito (Nápoles, 9 de febrero de 1998) es un deportista italiano que compite en judo. Ganó una medalla de plata en el Campeonato Europeo de Judo de 2022, en la categoría de –73 kg.

## Palmarés internacional
| Campeonato Europeo | Campeonato Europeo | Campeonato Europeo | Campeonato Europeo |
| Año                | Lugar              | Medalla            | Categoría          |
| ------------------ | ------------------ | ------------------ | ------------------ |
| 2022               | Sofía (Bulgaria)   | Medalla de plata   | –73 kg             |